# State Parks in Colorado
Dies ist eine Liste der State Parks im US-Bundesstaat Colorado.

## Alphabetische Auflistung
- Arkansas Headwaters Recreation Area
- Barr Lake State Park
- Bonny Lake State Park
- Boyd Lake State Park
- Castlewood Canyon State Park
- Chatfield State Park
- Cherry Creek State Park
- Cheyenne Mountain State Park
- Crawford State Park
- Eldorado Canyon State Park
- Eleven Mile State Park
- Elkhead Reservoir State Park
- Golden Gate Canyon State Park
- Harvey Gap State Park
- Highline Lake State Park
- Jackson Lake State Park
- James M. Robb – Colorado River State Park
- John Martin Reservoir State Park
- Lake Pueblo State Park
- Lathrop State Park
- Lone Mesa State Park
- Lory State Park
- Mancos State Park
- Mueller State Park
- Navajo State Park
- North Sterling State Park
- Paonia State Park
- Pearl Lake State Park
- Ridgway State Park
- Rifle Falls State Park
- Rifle Gap State Park
- Roxborough State Park
- San Luis State Park
- Spinney Mountain State Park
- St. Vrain State Park
- Stagecoach State Park
- State Forest State Park
- Staunton State Park
- Steamboat Lake State Park
- Sweitzer Lake State Park
- Sylvan Lake State Park
- Trinidad Lake State Park
- Vega State Park
- Yampa River State Park

## Galerie

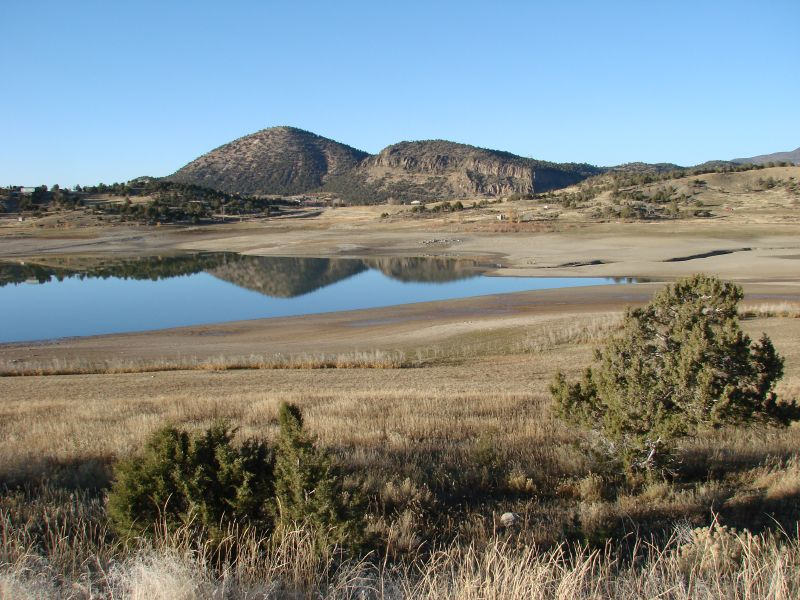
Crawford State Park
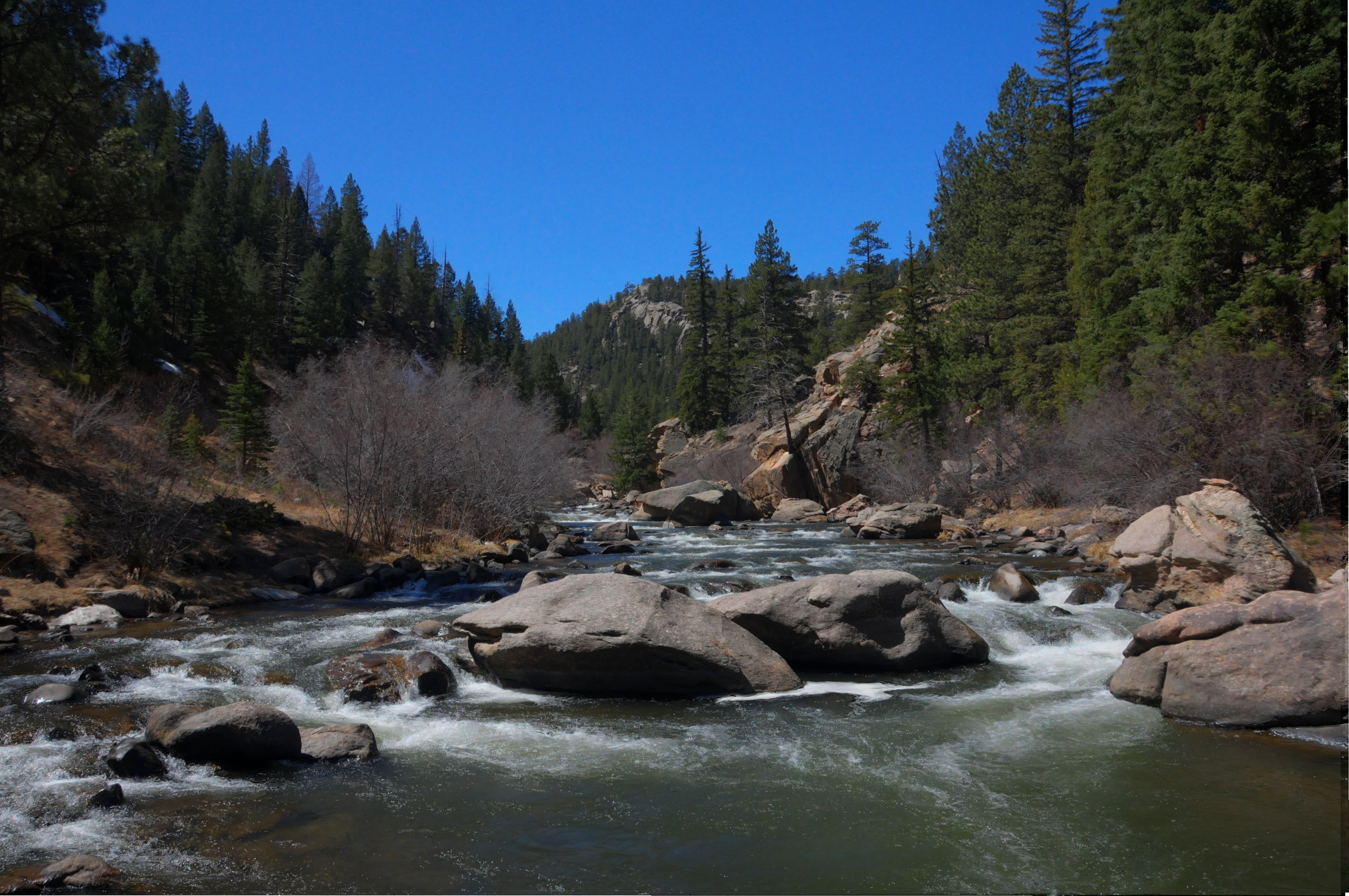
Eleven Mile State Park
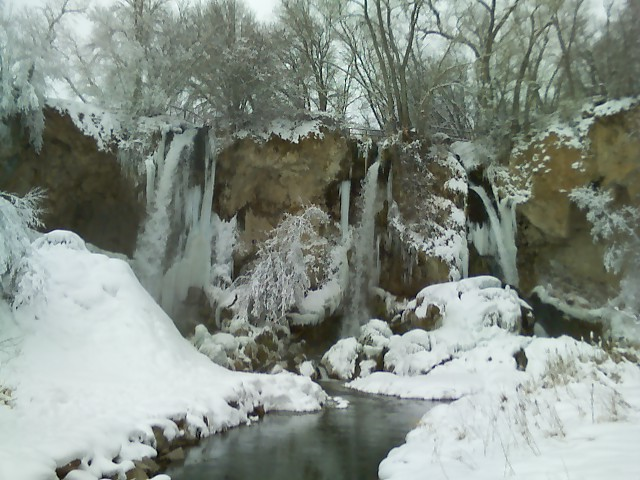
Rifle Falls State Park
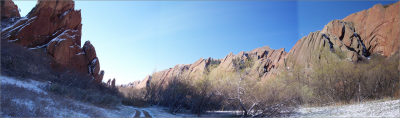
Roxborough State Park
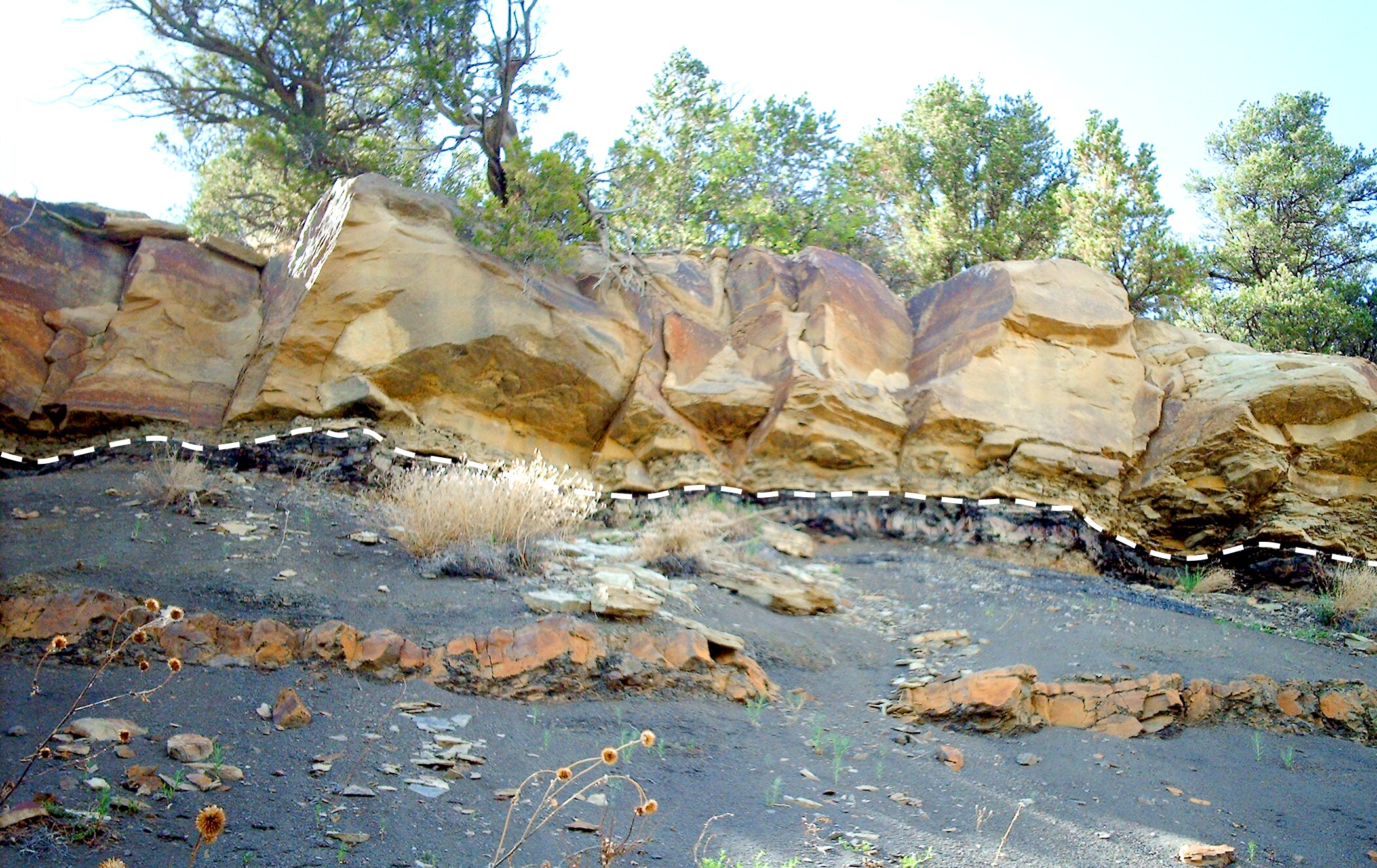
Trinidad Lake State Park
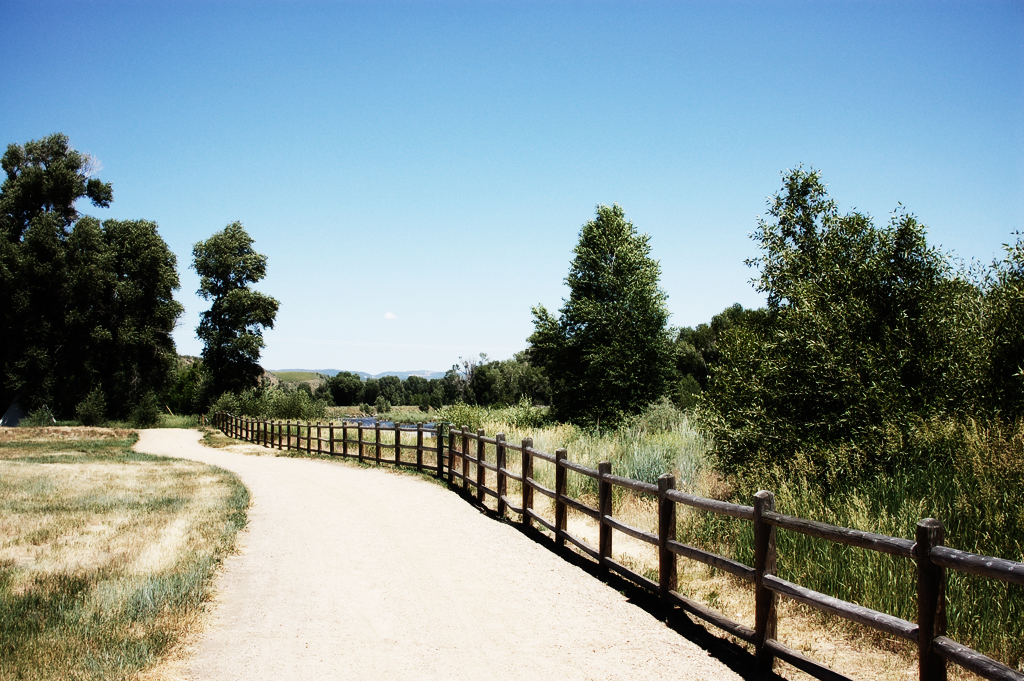
Yampa River State Park